# 김지유 (2012년)
김지유(2012년 9월 26일 ~ )는 대한민국의 배우이다.

## 출연

### 방송

#### 드라마
- 2017년 OCN 《듀얼》(특별출연)
- 2018년 OCN 《작은 신의 아이들》
- 2018년 TvN 《김비서가 왜 그럴까》
- 2018년 SBS 《강남스캔들》
- 2019년 MBC 《더 뱅커》
- 2019년 MBC 《어쩌다 발견한 하루》
- 2020년 SBS 《앨리스》
- 2021년 tvN 《하이클래스》 - 이준희 역

### 광고
- 2019년 오뚜기 카레 50주년 - 50년간 카레와 함께한 당신의 이야기
- 2019년 우미건설 린 - 브랜드 필름